# Алтунін Валерій Володимирович
Вале́рій Володи́мирович Алту́нін (нар. 14 квітня 1970, м. Синельникове, Дніпропетровська область — пом.14 червня 2014, м. Луганськ) — український військовослужбовець, десантник, старший лейтенант Збройних сил України, учасник російсько-української війни.

## Життєпис
Валерій Алтунін народився в місті Синельникове Дніпропетровської області. 1987 року закінчив загальноосвітню школу № 2 міста Синельникове.
З 1987 проходив службу в Збройних силах СРСР. 1991 закінчив командний факультет Дніпропетровського вищого зенітного ракетного командного училища. З 1991 року проходив службу у Військах протиповітряної оборони, військова частина 92851, м. Березовський, Свердловська область, Російська Федерація.
У 1993 році звільнився з ЗС РФ і повернувся в Україну, мешкав у Саксаганському районі міста Кривий Ріг. Займався власним бізнесом.
У зв'язку з російською збройною агресією проти України 20 березня 2014 року Саксаганським райвійськкоматом мобілізований до лав Збройних Сил України.
Старший лейтенант, командир взводу 1-го парашутно-десантного батальйону 25-ї Дніпропетровської повітряно-десантної бригади Високомобільних десантних військ ЗС України, в/ч А1126, смт Гвардійське, Дніпропетровська область.

## Обставини загибелі
13 червня 2014 року десантники готувались до відправлення в зону проведення АТО. У ніч проти 14 червня трьома військово-транспортними літаками Іл-76 МД з інтервалом у 10 хвилин вони вилетіли в Луганський аеропорт на ротацію особового складу. На борту також були військова техніка, спорядження та продовольство.
14 червня о 0:40 перший літак (бортовий номер 76683) під командуванням полковника Дмитра Мимрикова приземлився в аеропорту.
Другий Іл-76 МД (бортовий номер 76777), під керівництвом командира літака підполковника Олександра Бєлого, на борту якого перебували 9 членів екіпажу 25-ї мелітопольської бригади транспортної авіації та 40 військовослужбовців 25-ї Дніпропетровської окремої повітряно-десантної бригади, о 0:51, під час заходу на посадку (аеродром міста Луганськ), на висоті 700 метрів, підбили російські терористи з переносного зенітно-ракетного комплексу «Ігла». Внаслідок терористичного акту літак вибухнув у повітрі і врізався у землю поблизу території аеропорту. 49 військовослужбовців, — весь екіпаж літака та особовий склад десанту, — загинули. Третій літак за наказом повернувся в Мелітополь.
|                              | Там все було дуже грамотно по-військовому сплановано. Там без Росії не обійшлось. Вогонь вівся з усіх сторін. Це було не на рівні ненавчених бойовиків. Обстріл літака вівся дуже грамотно. Спочатку підсвічували трасером, а потім били. Із ПЗРК неможливо було збити літак, навіть якби боєприпас потрапив у двигун, то літак все рівно не загинув би. Стріляли з «Шилки». |
| — Полковник Дмитро Мимриков. | |

Пройшло більш як 40 діб перш ніж десантників поховали: українські військові збирали рештки тіл загиблих, влада домовлялася з терористами про коридор для евакуації, в Дніпрі проводились експертизи ДНК для ідентифікації.
Шестеро із загиблих десантників — мешканці Кривого Рогу: старший лейтенант Алтунін Валерій Володимирович, молодший сержант Коснар Павло Леонідович, сержант Рєзніков Євгеній Сергійович, старший солдат Самохін Антон Олексійович, солдати Гайдук Ілля Віталійович і Дубяга Станіслав Вікторович.
25 липня криворіжани попрощались зі своїми земляками. Валерія Алтуніна поховали на Алеї Слави Центрального кладовища міста Кривий Ріг.
У Синельникові залишилась мати Гріченко Марія Сергіївна, вдома у Кривому Розі — дружина Людмила та донька Анастасія

## Нагороди
- Орден Богдана Хмельницького III ст. (20.06.2014, посмертно) — за особисту мужність і героїзм, виявлені у захисті державного суверенітету та територіальної цілісності України, вірність військовій присязі та незламність духу[6].
- Нагрудний знак «За оборону Луганського аеропорту» (посмертно).
- Відзнака виконавчого комітету Криворізької міської ради — нагрудний знак «За заслуги перед містом» ІІІ ступеня (посмертно).

## Вшанування пам'яті
- 15 жовтня 2014 року в м. Кривий Ріг на будинку 35-а на вулиці Володимира Великого, в якому мешкав Валерій Алтунін, встановлено меморіальну дошку на його честь[7][8].
- 3 грудня 2014 року в місті Синельникове на фасаді будівлі ЗОШ № 2 (вулиця Миру, 13), встановлено меморіальну дошку на честь загиблого випускника школи Валерія Алтуніна[9].
- 13 червня 2015 року в Дніпрі на Алеї Героїв до роковин загибелі військовиків у збитому терористами літаку Іл-76 встановили пам'ятні плити з іменами полеглих воїнів[10].
- 18 червня 2016 року на території військової частини А1126 в смт Гвардійське урочисто відкрили пам'ятник воїнам-десантникам 25-ї повітряно-десантної бригади, які героїчно загинули під час бойових дій у зоні проведення АТО. На гранітних плитах викарбувані 136 прізвищ, серед них і 40 десантників, які загинули у збитому літаку в Луганську[11].